# Эсрель
Эсре́ль (чув. Эсрел, Есрел, Есрил, Эсрелӗ, Эсреллӗ, Эсрейлӗ, Эсрейӗл; от «Азраил» — ангел смерти в иудаизме и исламе) — дух смерти в чувашском пантеоне.

## Описание
Эсрель, по верованиям чувашей, поражает людей и животных внезапной, но мучительной смертью. Эсрель выбирает себе жертв независимо от воли других богов и преимущественно выбирает тех, кто не приносил ему жертвы.

## Мифологический образ
Представляли Эсреля чаще в виде белой или чёрной фигуры (иногда очень высокой — ростом с дом), напоминающей человеческую и состоящей из одних костей, с глазами на затылке и с косой в руках.

## В народном творчестве
У чувашей существует много поверий, как люди обманывали Духа смерти, например, в сказке «Солдат Иван»:
— Говорят, будто ты можешь в самую малую букашку оборачиваться, а я тому не поверю, покуда сам не увижу, — проговорил солдат.
— Это мне по силам, — отозвался Эсрель, — это я могу.
— Если сумеешь в орех через эту дырочку пролезть, тогда поверю. А так, может, только зря хвастаешь!
Эсрель тотчас же обернулся мошкой и — раз, раз! — влез в орех. А солдат залепил смолой дырочку в орехе и засмеялся…Чувашские сказки (недоступная ссылка)

Существует сказка о том, как Ескемер (Искандер (Александр Македонский)), а по другой версии — старик, запрятал Эсреля в гроб.— Словарь чувашского языка

### Жертвоприношения
Чтобы задобрить Эсреля, в жертву ему приносили чёрных баранов. При этом баранов не кололи и шкуры с них не снимали. Тушу разделяли на три части и оставляли в лесу или в оврагах в пищу самому Эсрелю.

## Прочее
- Эсрель — один из актёрских псевдонимов И. С. Макси́мова-Кошки́нского[9].